# Paranerita rubidata
Paranerita rubidata là một loài bướm đêm thuộc phân họ Arctiinae, họ Erebidae.